# Roberto Corsini
Roberto Corsini (Cividale del Friuli, 9 agosto 1954) è un generale italiano,  consigliere militare del Presidente della Repubblica Italiana dal 27 febbraio 2015 al 3 marzo 2022. Dal 4 novembre 2022 svolge l'incarico di Cancelliere dell'Ordine al Merito della Repubblica Italiana (OMRI).

## Biografia

### Istruzione e formazione
Ha frequentato l’Accademia Aeronautica partecipando al Corso "Orione 3°" il 5 ottobre 1973 e successivamente si è laureato in Scienze Aeronautiche, specializzandosi in Scienze Internazionali e Diplomatiche, ha poi conseguito la Laurea in Scienze Strategiche all’Università di Trieste e, presso lo stesso ateneo, il dottorato in geopolitica, geostrategia, geoeconomia.
Ha inoltre frequentato il corso di pilotaggio presso la Scuola Volo Basico Aviogetti di Lecce su velivolo MB-326 e ottenuto il brevetto di Pilota Militare sul velivolo G91/T presso la Scuola Volo Avanzato Aviogetti di Amendola (Foggia). Trasferito al 20º Gruppo del 4º Stormo di Grosseto,  ha conseguito l’abilitazione sul velivolo TF-104G.

### Carriera militare
Terminate le scuole di volo venne assegnato nel 1979 al 154º Gruppo del 6º Stormo di Ghedi dove acquisì la qualifica di pronto al combattimento in ruolo attacco al suolo e strike su F-104G. Nel 1981 venne assegnato al 204º Gruppo della Scuola Volo Avanzato Aviogetti di Amendola in qualità di istruttore di volo su G-91T, dove conseguì anche la qualifica di istruttore di tattiche e tiro. Successivamente viene trasferito al 28º Gruppo del 3º Stormo di Verona-Villafranca dove ha volato sul velivolo F/RF 104/G in ruolo ricognizione e attacco al suolo, e ricoperto gli incarichi di Comandante del 28º Gruppo e di Capo Ufficio Operazioni Stormo dal settembre 1989 al settembre 1990. Durante la Guerra del Golfo del 1991 è stato Comandante del Distaccamento degli F/RF-104G ricognitori schierati in Turchia per l’Operazione NATO “ACE Guard”.
Nel corso della sua carriera, oltre a ricoprire vari incarichi del 3º Reparto dello Stato Maggiore dell’Aeronautica, ove si è interessato principalmente di problematiche operative, è stato Comandante del 2º Stormo di Rivolto (Udine), dove ha conseguito il ruolo di caccia bombardiere convenzionale su velivolo AM-X, partecipando poi alle Operazioni “Allied Force” in Kosovo e “Joint Force” in Bosnia.
Tra il 2003 ed il 2004 ha ricoperto gli incarichi di “Italian Senior National Representative” presso il “Central Command” di Tampa in Florida e successivamente, venne nominato Vice Capo del 4º Reparto dello Stato Maggiore. Ha seguito la fase iniziale dell’acquisizione e dell’operatività dei droni Predator in Italia ed il loro schieramento in Iraq mentre dal 2005 al 2007 ha svolto l’incarico di Vice Capo del 3º Reparto dello Stato Maggiore Difesa, responsabile dell’area Pianificazione Generale. 
Dal 1º novembre del 2007 al 13 giugno 2010 ha ricoperto l’incarico di “Comandante delle Forze da Combattimento” del Comando della squadra aerea, con alle dipendenze tutti gli Stormi da combattimento dell’Aeronautica Militare. 
Dal 14 Giugno 2010 al 31 luglio 2011 ha rivestito l’incarico di Capo di Stato Maggiore del Comando Operativo Interforze (COI), e promosso nel luglio 2011 Generale di Squadra Aerea, diviene Sottocapo di stato maggiore dell’Aeronautica Militare fino al 2013, per poi assumere l'incarico di Direttore del personale dell'Aeronautica Militare. 
Dal 27 febbraio 2015 al 3 marzo 2022 ha ricoperto la carica di consigliere militare del Presidente della Repubblica e quindi anche capo dell'Ufficio per gli Affari Militari del Quirinale.
Il 4 novembre del medesimo anno viene nominato quale cancelliere dell'Ordine al merito della Repubblica italiana, in sostituzione del generale Leonardo Gallitelli.

## Procedimenti giudiziari
La mattina del 6 dicembre 1990 un aereo da addestramento dell'Aeronautica Militare italiana partito dall'aeroporto di Verona perse il controllo sopra l'abitato di Casalecchio di Reno. Il pilota, Tenente Bruno Viviani, resosi conto che l'aereo si era reso ingovernabile, utilizzò il dispositivo di espulsione di emergenza e il velivolo in caduta libera andò a schiantarsi contro una scuola, la succursale dell'Istituto Tecnico Commerciale Gaetano Salvemini.
L'aereo colpì la classe 2ª A, uccidendo sul colpo dodici studenti quindicenni e ferendone gravemente quattro e l'insegnante. Il combustibile fuoriuscito prese fuoco, incendiando l'edificio. In totale vi furono 88 ricoveri e 72 feriti riportarono invalidità permanenti in misura variabile tra il 5 e l'85 per cento.
Fu istruito un processo per il pilota, tenente Bruno Viviani, per il suo superiore, Comandante Eugenio Brega e per il capo ufficio operazioni del Reparto, l'allora tenente colonnello Roberto Corsini. I tre militari vennero difesi dall'Avvocatura di Stato. In giudizio di primo grado i tre imputati furono condannati a due anni e sei mesi di reclusione per disastro aviatorio colposo e lesioni e al Ministero della Difesa furono imputati i danni per responsabilità civile.
La sentenza di secondo grado della Corte d'Appello di Bologna ribaltò la sentenza, e assolse Corsini e gli altri militari.
Il 26 gennaio 1998 la 4ª Sezione della Corte di Cassazione di Roma rigettò gli ultimi ricorsi dei familiari delle vittime e confermò l'assoluzione per tutte le parti coinvolte perché «il fatto non costituisce reato». La strage venne attribuita ad un tragico incidente causato da una perdita di carburante in volo a seguito di una rottura nel sistema di alimentazione carburante del motore, che rese il velivolo totalmente ingovernabile.